# Peerage of England
Die Peerage of England ist ein System von Adelstiteln und umfasst alle Peer-Würden, die im Königreich England vor dem Act of Union 1707 geschaffen wurden. In diesem Jahr wurden die Peerage of England und die Peerage of Scotland durch die Peerage of Great Britain ersetzt.
Bis zur Verabschiedung des House of Lords Act 1999 hatten alle Peers einen Sitz im House of Lords. Die Ränge der englischen Peerage sind Duke, Marquess, Earl, Viscount und Baron. Während die meisten neueren englischen Titel nur in männlicher Linie vererbt werden, gibt es bei älteren (insbesondere bei älteren Baronien) auch die Vererbung in weiblicher Linie. Entsprechend dem englischen Erbrecht sind alle Töchter Miterben, so dass viele ältere Titel der englischen Peerage sich bei mehreren weiblichen Miterben in einem Schwebezustand (Abeyance) befinden.
In den folgenden Übersichten aller aktuell bestehenden englischen Peers werden auch höhere oder gleichwertige Titel in anderen Peerages angegeben. Andererseits wird jeder Peer nur bei seinem höchsten englischen Titel geführt.

## Dukes in der Peerage of England
| Titel                   | Jahr der Verleihung | Andere Titel                                                                                   |
| ----------------------- | ------------------- | ---------------------------------------------------------------------------------------------- |
| Der Duke of Cornwall    | 1337                | Duke of Rothesay in der Peerage of Scotland.                                                   |
| Der Duke of Norfolk     | 1483                |                                                                                                |
| Der Duke of Somerset    | 1547                |                                                                                                |
| Der Duke of Richmond    | 1675                | Duke of Lennox in der Peerage of Scotland; Duke of Gordon in der Peerage of the United Kingdom |
| Der Duke of Grafton     | 1675                |                                                                                                |
| Der Duke of Beaufort    | 1682                |                                                                                                |
| Der Duke of St. Albans  | 1684                |                                                                                                |
| Der Duke of Bedford     | 1694                |                                                                                                |
| Der Duke of Devonshire  | 1694                |                                                                                                |
| Der Duke of Marlborough | 1702                |                                                                                                |
| Der Duke of Rutland     | 1703                |                                                                                                |

## Marquesses in der Peerage of England
| Titel                      | Jahr der Verleihung | Andere Titel |
| -------------------------- | ------------------- | ------------ |
| Der Marquess of Winchester | 1551                |              |

## Earls in der Peerage of England
| Titel                                 | Jahr der Verleihung | Andere Titel                                                                             |
| ------------------------------------- | ------------------- | ---------------------------------------------------------------------------------------- |
| Der Earl of Shrewsbury                | 1442                | Earl Talbot in der Peerage of Great Britain; Earl of Waterford in der Peerage of Ireland |
| Der Earl of Derby                     | 1485                |                                                                                          |
| Der Earl of Huntingdon                | 1529                |                                                                                          |
| Der Earl of Pembroke and Montgomery   | 1551; 1605          |                                                                                          |
| Der Earl of Devon                     | 1553                |                                                                                          |
| Der Earl of Lincoln                   | 1572                |                                                                                          |
| Der Earl of Suffolk and Berkshire     | 1603; 1626          |                                                                                          |
| Der Earl of Exeter                    | 1605                | Marquess of Exeter in der Peerage of the United Kingdom                                  |
| Der Earl of Salisbury                 | 1605                | Marquess of Salisbury in der Peerage of Great Britain                                    |
| Der Earl of Northampton               | 1618                | Marquess of Northampton in der Peerage of the United Kingdom                             |
| Der Earl of Denbigh                   | 1622                | Earl of Desmond in der Peerage of Ireland                                                |
| Der Earl of Westmorland               | 1624                |                                                                                          |
| Der Earl of Manchester                | 1626                | Duke of Manchester in der Peerage of Great Britain                                       |
| Der Earl of Lindsey and Abingdon      | 1626; 1682          |                                                                                          |
| Der Earl of Winchilsea and Nottingham | 1628; 1681          |                                                                                          |
| Der Earl of Sandwich                  | 1660                |                                                                                          |
| Der Earl of Essex                     | 1661                |                                                                                          |
| Der Earl of Cardigan                  | 1661                | Marquess of Ailesbury in der Peerage of the United Kingdom                               |
| Der Earl of Carlisle                  | 1661                |                                                                                          |
| Der Earl of Doncaster                 | 1663                | Duke of Buccleuch and Queensberry in der Peerage of Scotland                             |
| Der Earl of Shaftesbury               | 1672                |                                                                                          |
| Der Earl of Portland                  | 1689                |                                                                                          |
| Der Earl of Scarbrough                | 1690                |                                                                                          |
| Der Earl of Albemarle                 | 1697                |                                                                                          |
| Der Earl of Coventry                  | 1697                |                                                                                          |
| Der Earl of Jersey                    | 1697                |                                                                                          |
| Der Earl of Cholmondeley              | 1706                | Marquess of Cholmondeley in der Peerage of the United Kingdom                            |

## Viscounts in der Peerage of England
| Titel                  | Jahr der Verleihung | Andere Titel                                       |
| ---------------------- | ------------------- | -------------------------------------------------- |
| Der Viscount Hereford  | 1550                |                                                    |
| Der Viscount Townshend | 1682                | Marquess Townshend in der Peerage of Great Britain |
| Der Viscount Weymouth  | 1682                | Marquess of Bath in der Peerage of Great Britain   |

## Barons in der Peerage of England
| Titel                                        | Jahr der Verleihung | Andere Titel                                                                                                  |
| -------------------------------------------- | ------------------- | --- |
| Der Baron de Ros                             | 1264                | |
| Der Baron le Despencer                       | 1264                | Viscount Falmouth in der Peerage of Great Britain                                                             |
| Der Baron Mowbray, Segrave and Stourton      | 1283; 1295; 1448    | |
| Der Baron Hastings                           | 1290                | |
| Der Baron FitzWalter                         | 1295                | |
| Der Baron Clinton                            | 1299                | |
| Der Baron De La Warr                         | 1299                | Earl De La Warr in der Peerage of Great Britain                                                               |
| Der Baron de Clifford                        | 1299                | |
| Der Baron Strange, Hungerford and de Moleyns | 1299; 1426; 1445    | Viscount St. Davids in der Peerage of the United Kingdom                                                      |
| Der Baron Zouche                             | 1308                | |
| Die Baroness Willoughby de Eresby            | 1313                | |
| Der Baron Strabolgi                          | 1318                | |
| Der Baron Dacre                              | 1321                | |
| Die Baroness Grey de Ruthyn                  | 1324                | |
| Der Baron Darcy de Knayth                    | 1332                | |
| Der Baron Cromwell                           | 1375                | |
| Der Baron Camoys                             | 1383                | |
| Der Baron Grey of Codnor                     | 1397                | |
| Der Baron Berkeley                           | 1421                | Baron Gueterbock auf Lebenszeit                                                                               |
| Der Baron Latymer                            | 1432                | |
| Der Baron Dudley                             | 1440                | |
| Der Baron Saye and Sele                      | 1447                | |
| Der Baron Berners                            | 1455                | |
| Der Baron Herbert                            | 1461                | |
| Der Baron Willoughby de Broke                | 1491                | |
| Der Baron Vaux of Harrowden                  | 1523                | |
| Die Baroness Braye                           | 1529                | |
| Der Baron Windsor                            | 1529                | Earl of Plymouth in der Peerage of the United Kingdom                                                         |
| Der Baron Wentworth                          | 1529                | Earl of Lytton in der Peerage of the United Kingdom                                                           |
| Der Baron Burgh                              | 1529                | |
| Der Baron Wharton                            | 1544                | |
| Der Baron Howard of Effingham                | 1554                | Earl of Effingham in der Peerage of the United Kingdom                                                        |
| Der Baron St. John of Bletso                 | 1559                | |
| Die Baroness Howard de Walden                | 1597                | |
| Der Baron Petre                              | 1603                | |
| Der Baron Clifton                            | 1608                | Earl of Darnley in der Peerage of Ireland                                                                     |
| Der Baron Dormer                             | 1615                | |
| Der Baron Teynham                            | 1616                | |
| Der Baron Brooke                             | 1621                | Earl Brooke and of Warwick in der Peerage of Great Britain                                                    |
| Der Baron Craven                             | 1626                | Earl of Craven in der Peerage of Great Britain                                                                |
| Der Baron Strange                            | 1628                | |
| Der Baron Stafford                           | 1640                | |
| Der Baron Byron                              | 1643                | |
| Der Baron Ward                               | 1644                | Earl of Dudley in der Peerage of the United Kingdom                                                           |
| Der Baron Lucas                              | 1663                | Lord Dingwall in der Peerage of Scotland                                                                      |
| Die Baroness Arlington                       | 1665                | |
| Der Baron Clifford of Chudleigh              | 1672                | |
| Der Baron Guilford                           | 1683                | Earl of Guilford in der Peerage of Great Britain                                                              |
| Der Baron Waldegrave                         | 1683                | Earl Waldegrave in der Peerage of Great Britain                                                               |
| Der Baron Barnard                            | 1698                | |
| Der Baron Guernsey                           | 1703                | Earl of Aylesford in der Peerage of Great Britain                                                             |
| Der Baron Gower                              | 1703                | Duke of Sutherland in der Peerage of the United Kingdom; Marquess of Stafford in der Peerage of Great Britain |
| Der Baron Conway                             | 1703                | Marquess of Hertford in der Peerage of Great Britain                                                          |
| Der Baron Hervey                             | 1703                | Marquess of Bristol in der Peerage of the United Kingdom; Earl of Bristol in der Peerage of Great Britain     |